# Sephena nivosa
Sephena nivosa är en insektsart som först beskrevs av Walker 1870.  Sephena nivosa ingår i släktet Sephena och familjen Flatidae. Inga underarter finns listade i Catalogue of Life.